# La Vernarède
La Vernarède település Franciaországban, Gard megyében. Lakosainak száma 357 fő (2022. január 1.). La Vernarède Portes, Chambon, Chamborigaud és Sainte-Cécile-d’Andorge községekkel határos.

## Népesség
A település népességének változása:
| Lakosok száma | 943  | 534  | 440  | 367  | 338  | 326  | 336  | 343  | 347  | 357  |
|               | 1968 | 1982 | 1990 | 2006 | 2013 | 2015 | 2017 | 2019 | 2020 | 2022 |